# 和平之后大殿
亚穆苏克罗和平之后大殿（法語：Basilique de Notre Dame de la Paix de Yamoussoukro），又称为和平圣母大教堂，是科特迪瓦行政首都亚穆苏克罗的一座天主教的次级圣殿，兴建于1985－1989年，耗资3亿美元。其圆顶和环形广场的设计显然受到了梵蒂冈的圣伯多禄大殿的启發，不过并非完全模仿，圆顶略低于圣伯多禄大殿，而顶部的十字架更大一些。奠基于1985年8月10日，1990年9月10日由教宗若望保禄二世祝圣。
该大殿并非主教座堂，附近的圣奥斯定主教座堂才是天主教亚穆苏克罗教区的主教座堂和主要礼拜场所。
吉尼斯世界纪录将其列为世界最大教堂，超过了圣伯多禄大殿。面积30,000平方米，长195米，高158米。不过，总面积中包括了神父住所和教宗专用别墅，严格说这些并不属于教堂。它只能够容纳18,000名信徒，而圣伯多禄大殿能容纳60,000人。

## 簡介
為建造这座大殿，从意大利进口了大理石、从法国进口7,000平方米的花窗玻璃。堂内大量的圆柱风格并不一致，较小者用于建筑结构，较大者用于装饰、容纳电梯以及排泄屋顶的雨水。大堂内有7000个座位，站立室内另可容纳11000人。
这座耗资巨大的大殿在开始建造时引发了一些争议，因为它位于赤贫的非洲，只有少数家庭拥有合适的卫生设备。大殿的花费使科特迪瓦的国债增加了一倍，但是该国许多天主教徒因这座教堂而骄傲。
在艺术上，这座大殿受到一些批评，因为它只是模仿了西方文艺复兴的作品，与现代建筑风格和非洲文化毫无关系。
工程由法国营造公司 Dumez 建造。
建造工程快要完成时，总统费利克斯·乌弗埃-博瓦尼（法語：Félix Houphouët-Boigny）要求在描绘耶稣和十二门徒旁边的一块花窗玻璃上描绘他的肖像。于是他被描绘成东方三博士之一，向婴孩耶稣敬献礼物。

## 图片

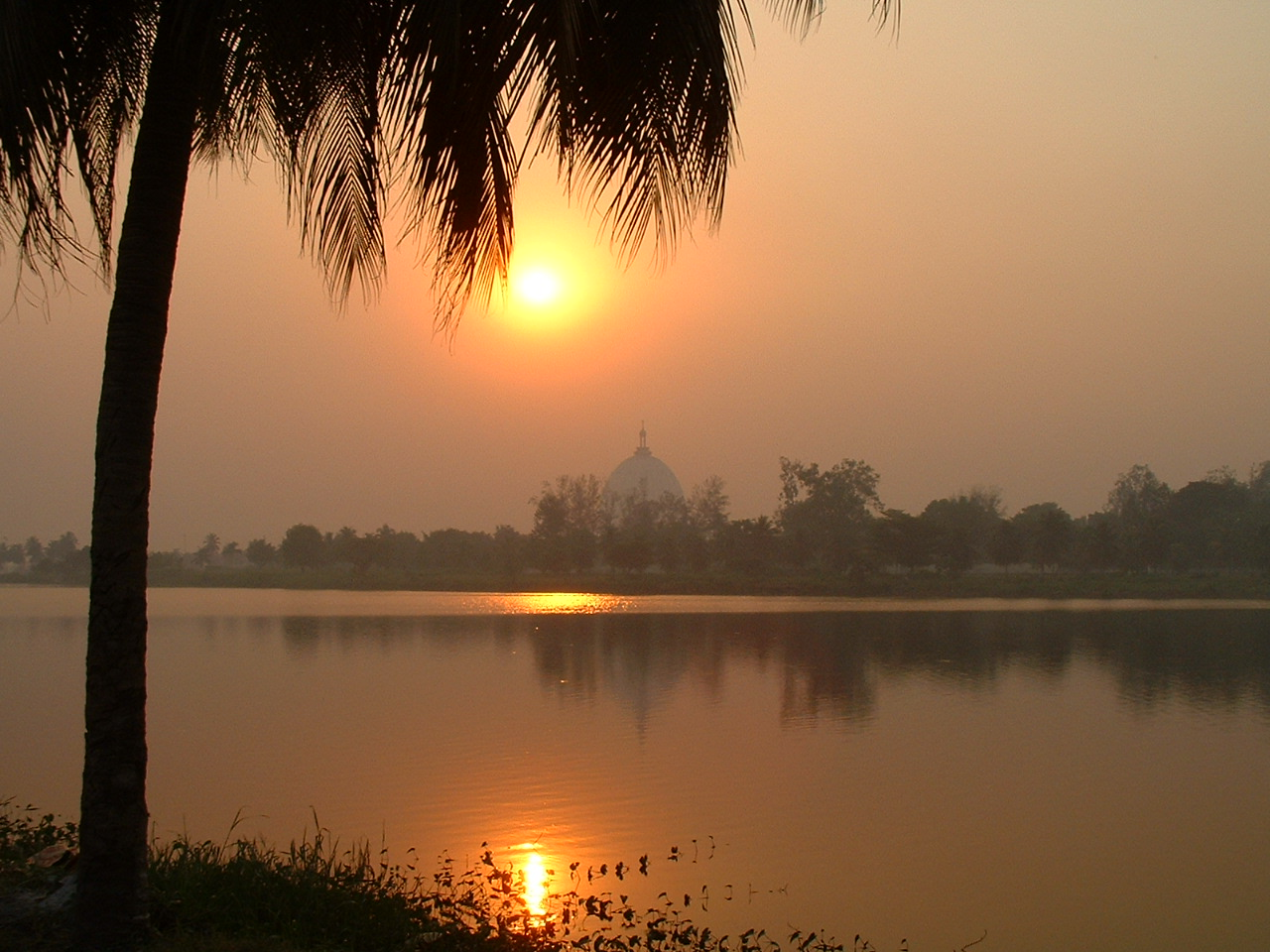
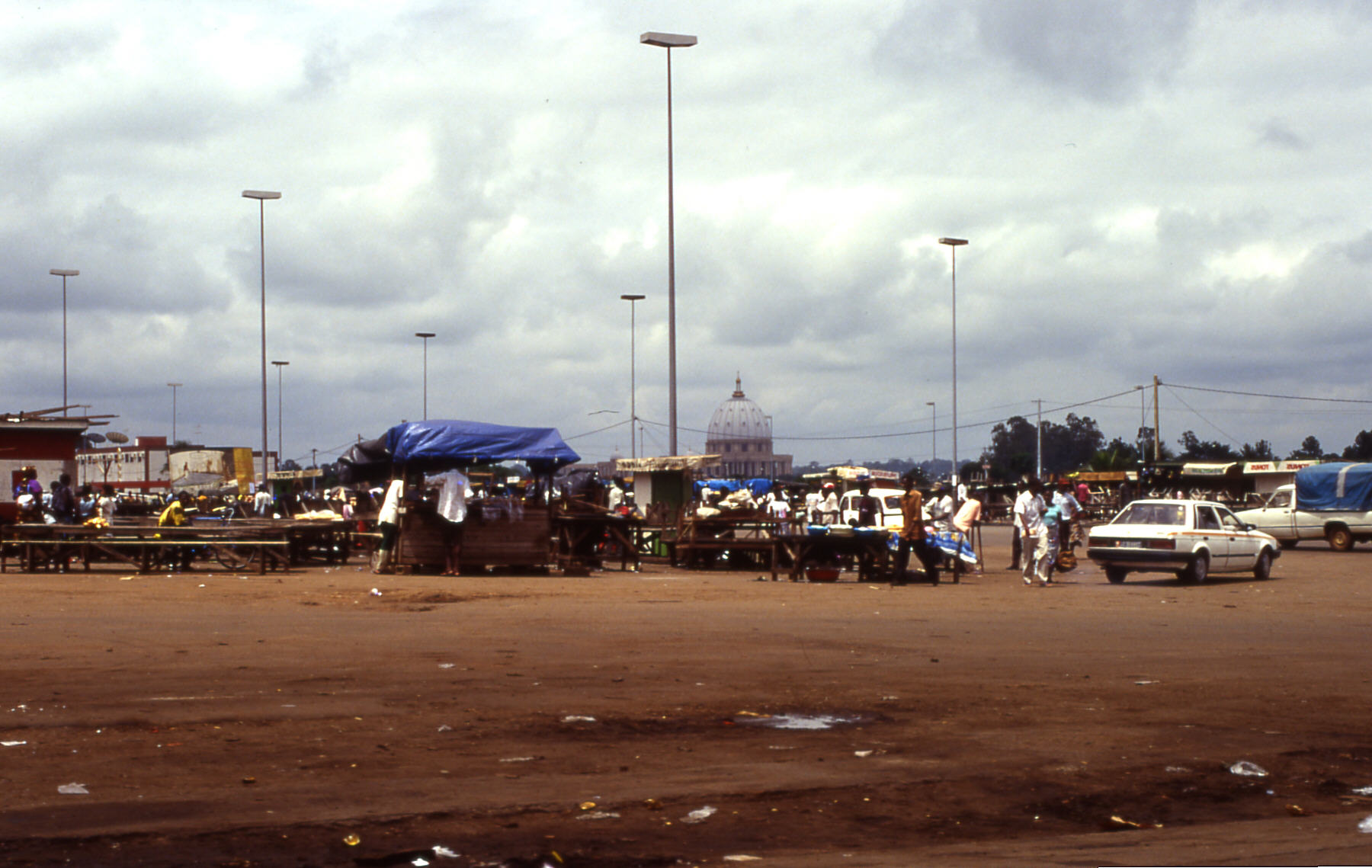